# Mrtvý Kristus (Andrea Mantegna)
Mrtvý Kristus  (Oplakávání Krista) je obraz italského malíře rané renesance Andrey Mantegny (1431-1506). Ležící tělo mrtvého Krista je zobrazeno v neobvyklé perspektivě, od nohou jeho lůžka. Vlevo jsou naznačeny hlavy Panny Marie, Marie Magdalény a svatého Jana Evangelisty, kteří jeho smrt oplakávají.

## Mantegnova léta učení
Po dvě století už byla Padova metropolí vzdělání a kultury. Na padovské universitě vyučovala řada významných aristotelovských filosofů, lékařů a botaniků. Kultura a vzdělanost se snažila navázat na starořímskou kulturu a dějiny. Sem přišel mladý Andrea Mantegna, nejprve jako elév a sluha podivína, trochu podvodníka, antikváře a občasného malíře Squarciona, aby se učil malovat. Roku 1448 od něho odešel a osamostatnil se. Jeho tvorba se změnila. Už nebyla jako zpočátku zaměřena na různé starožitné náměty či přírodní kuriozity. Ovlivnil ho jednak Donatellův pobyt v Padově a jeho sochy, malířská díla Andrey del Castagna a Jacopa Belliniho, malíře a otce Giovanniho a Gentila Bellini. Obdivoval florentské malířství, jeho přínos je rozhodně rozeznatelný na ferrarské škole. Stal se oficiálním malířem mantovských Gonzagů (1459), jeho odkazem je množství antických motivů.

## Obraz mrtvého Krista
Mantegnovo umění se výrazně řídí rozumem, je plné vzdělaneckých odkazů a jeho přínos pro ferrarskou školu je bezprostředně rozeznatelný. Jeho výzdoba paláce ď Este, Schifanoia je vrcholem ferrarského umění. Dílo Mrtvý Kristus je obrazem tragické, anatomické síly, snad až se snovou verzí vůle k heroismu. Obraz je vyveden v chladných barvách , tvarech navozujících dojem zkamenění, celé tělo Krista je zobrazeno v jaksi nepřirozené poloze. Přes tuto zdánlivou nepřirozenost, zvýrazněnou zkrácenou perspektivou, se Mrtvý Kristus stejně tak jako všechna ostatní Mategnova díla vyznačuje anatomicky přesným vyobrazením lidského těla, perfektním vypracováním detailů a skvěle zvládnutou perspektivou.

## Hodnocení
Dílo bylo pravděpodobně zamýšleno pro Mantegnův náhrobek v kapli San Andrea v Mantově. Nikdo jiný před tímto malířem nezobrazil lidskou postavu v takové obrazové hloubce, navíc s dokonalou perspektivní zkratkou. Mantegnovo pojetí mrtvého Krista je nové, inovativní. Zobrazení jeho ran, jeho hlava vyvrácená na stranu, vybledlé, bezmocné tělo navozují divákovi dojem, že tato smrt je skutečná a definitivní. Mantegnovo umění ovlivnilo především jeho švagry, Gentila a Giovanniho Bellini. Prostřednictvím mědirytin se rozšířilo i na sever od Alp. 